# 法图拉·居连
穆罕默德·法图拉·居连（土耳其語：Muhammed Fethullah Gülen；1941年4月27日—2024年10月20日），又譯费特胡拉·居伦、法图拉·葛兰，土耳其埃尔祖鲁姆人，為当代穆斯林世界的重要思想家，居连运动的精神领袖、前伊玛目、穆斯林意见领袖、作家。他会说阿拉伯语、波斯语、土耳其语、英语。他是土耳其记者和作家基金会的创始人之一，同时也是该基金会的名誉主席。
1999年2月28日之后，受土耳其政治影响，法图拉·居连自我流放于美国宾夕法尼亚州。
2016年7月15日，法图拉·居连被土耳其指控为土耳其政變的幕後策划者，这一指控引發了美土關係的緊張，而美國拒絕引渡流亡美國的居连进一步恶化了美土關係。
2024年10月21日，法图拉·居连在美国宾夕法尼亚州去世。此前媒体报道，法图拉·居连除肾衰竭和糖尿病外，还患有痴呆症。

## 生平
法图拉·居连出生于1941年4月27日，土耳其埃尔祖鲁姆市的帕辛來區下属的科魯庫村（Korucuk）。父亲Ramiz Bey是大清真寺的伊玛目，母亲Refia Hanım 是一位家庭主妇。居连在六男二女八兄妹中排行第二。

### 早年
居連是Ramiz Bey和Refia Gülen的孩子，出生在埃爾祖魯姆附近的科魯庫。关于他的出生日期存在一些混亂，一些報導為1938年11月10日，而其他則是1941年4月27日。一些評論家指出，由於政治意義，1938年11月10日的日期與建立現代土耳其的穆斯塔法·凱末爾·阿塔圖爾克的逝世日相吻合，故被故意選擇。居連的一個親密的學生並作為傳記作者提出的另一個解釋是，他的父母等了3年才註冊他的出生。國家文件支持1941年4月27日，葛蘭的英文網站現在也使用1941年的日期。
他的父親是一個伊瑪目，母親在他們的村莊教授古蘭經，儘管這種非正式的宗教活动被凱末爾政府禁止。1949年，他的父亲成为Alvar村的伊玛目，全家也随之搬家。當他的家人搬到另一個村莊時，葛蘭的正規學習就停止了。他參加了埃爾祖魯姆·馬德拉斯的伊斯蘭教育，在那里获得小学文凭，並在十四歲時就作了第一次佈道。期间他的父亲教授他阿拉伯语，哈桑堡Hasankale的哈吉Sıtkı Efendi教授他古兰经和古兰经诵读法。居連並受到了赛义德·努尔西的思想影響。比較葛蘭運動與努爾西啟發的 "Nur movement"，Hakan Yavuz說：“葛蘭更是土耳其民族主義者，他的思維更為國家化，更關注市場經濟和新自由主義的經濟政策。
1945年，他开始学习诵读并背记古兰经。
1946年，他开始上小学。
1949年，他的父亲成为Alvar村的伊玛目，全家也随之搬家。法图拉·居连由于交通的关系不得不离开去往埃尔祖鲁姆，并在那里获得小学文凭。
1951年，他完成了古兰经的背诵。
1954年，开始在埃尔祖鲁姆Kurşunlu Camii的伊斯兰教学校学习。

### 1960年-1970年
居連在1966年移居到伊茲密爾的一個清真寺時，將努爾西的想法付諸實踐。伊茲密爾是政治伊斯蘭教從未紮根的城市。商人和中產階級卻厭惡國家官僚體制的制約，並且支持市場友好的政策，同時保留了一些保守的生活方式。這些商人主要是親西方的，因為西方（主要是美國）的影響力，這說服了政府在1950年第一次允許自由選舉和美國援助，這推動了經濟成長。

### 1970年-1980年
1971年5月5日，被军政府的特工逮捕。羁押7个月后，于1971年11月5日释放候审，1974年被宣告无罪。

### 1981年-1990年
1980年9月12日，土耳其军人发动政变。伊兹密尔和爱琴海陆军军政府的戒严机构下达对法图拉·居连的逮捕令，同日他被逮捕。随后，他在安纳托利亚各省游历，在亲朋好友处避难。
1981年3月20日，辞去宗教事务办公室的宗教职务，從正式講道中退休。1986年，他去麦加朝觐。1988年至1991年，他在各大城市的大眾清真寺舉行了一系列佈道。 1994年，他參加了“記者與作家基金會”的成立，被評為“榮譽總理”。他對1998年關閉福利黨或2001年的美德黨沒有任何評論。他會見了一些像坦蘇·奇萊爾和比伦特·埃杰维特這樣的政治家，但他避免了與伊斯蘭政黨領導人會晤。
1999年，居連到美國尋求醫療，儘管可說是因為他關於贊成伊斯蘭國家的過度言論而被迫離開土耳其。1999年6月，居連離開土耳其之後，他的錄音帶被送到一些土耳其的電視台。
居連於2000年缺席審判，2008年被總理雷杰普·塔伊普·埃尔多安的正義與發展黨（AKP）政府宣判無罪。
居連在2001年申請美国綠卡。居連在美國的永久居留身份申請是有爭議的。居連首先以其在教育領域作為“非凡能力的外国人”的身份申請居留權，但遭美國公民及移民服務局拒絕。代表國土安全部局長的律師指出，居連沒有教育領域的學位或訓練，也沒有學術作品。相反，他們認為，居連提交的證據表明，他遠不是一個學術界人士，他試圖委託學者寫信給他，並為他的工作研究會議來掩飾自己的學術地位。中情局國家情報委員會前副主席格雷厄姆·富勒，前中央情報局局長喬治·菲達斯和前美國駐土耳其大使莫頓·阿布拉莫維茨在2008年寫信背書了居連的綠卡申請。儘管聯邦調查局、國務院和國土安全部反對，在三名前中情局的工作人員支持下，居連最終獲得了美國的永久居留權。
在2014年，居連出現在由特里·斯潘塞·赫塞（Terry Spencer Hesser）執導的紀錄片《愛是動詞》（Love is a Verb）中。
在20多名被認為同情居連運動的媒體記者被抓捕事件之後，2014年12月19日，一間土耳其法院向居連發出逮捕令。居連被指控建立和運營“武裝恐怖組織”。
雷傑普·塔伊普·埃爾多安指責居連策劃了2016年土耳其的政變。

## 政治影响力
土耳其总統雷傑普·塔伊普·艾爾多安一度颇为倚重居连。这两股势力在与土耳其军方世俗派的斗争中合二为一。後來伊斯蘭派势力逼退世俗派，逆轉了土耳其的世俗化趨勢。
居连运动是一个跨国的伊斯兰公民社会运动，灵感来自居连的教导。他教导的hizmet（利他服务的“共同利益”）已经吸引了在土耳其、中亚的大批支持者，在世界其他地区也吸引了越来越多的支持者。

## 与埃尔多安的关系
虽然現埃尔多安政府一直将土耳其国内政治动荡描述为费特胡拉·居连的追随者发起的阴谋，包括2016年土耳其政變，但目前客居在美国宾夕法尼亚州的居连断然否认自己与此事有任何关联。